# Glamočnica
A Glamočnica egy folyó Horvátországban, Likában, a Lika jobb oldali mellékvize.
A 852 méter magas Žir és a 705 méteres Bukova glava alatt ered, majd a Likai-mezőre folyva Medaktól másfél kilométerre ömlik a Likába.